# ایگناسیو فیدلف
ایگناسیو فیدلف (اسپانیایی: Ignacio Fideleff‎؛ زادهٔ ۴ ژوئیهٔ ۱۹۸۹) یک بازیکن فوتبال اهل آرژانتین است.
از باشگاه‌هایی که در آن بازی کرده‌است می‌توان به باشگاه فوتبال ناسیونال پاراگوئه، نیولز اولد بویز، ناپولی، پارما، باشگاه فوتبال مکابی تل‌آویو و اتلتیکو تیگره اشاره کرد.
وی همچنین در تیم ملی فوتبال Argentina U20 بازی کرده است.